# Torre de Cobejo
La torre de Cobejo, también llamado castillo de los Moros,  es una torre defensiva medieval en ruinas situada en la localidad de Cobejo, en el municipio de Molledo, en Cantabria (España). 
La construcción data en el siglo XIV tiene planta rectangular de 12,5 por 15 metros y presentan cuatro muros de tres metros de espesor sin vanos ni, originariamente, con puerta, sino con un paso subterráneo. Se considera que era el lugar donde se cobraba el portazgo por entrar en la Asturias de Santillana, ya que en el Apeo del Infante don Fernando (1404), se habla del portazgo real y guarda de paños y metales, en el Castillo de Cobejo.
En 2025 esta torre pasó a formar parte de la Lista Roja de Patrimonio por su avanzado estado de deterioro. 